# Maschere coreane

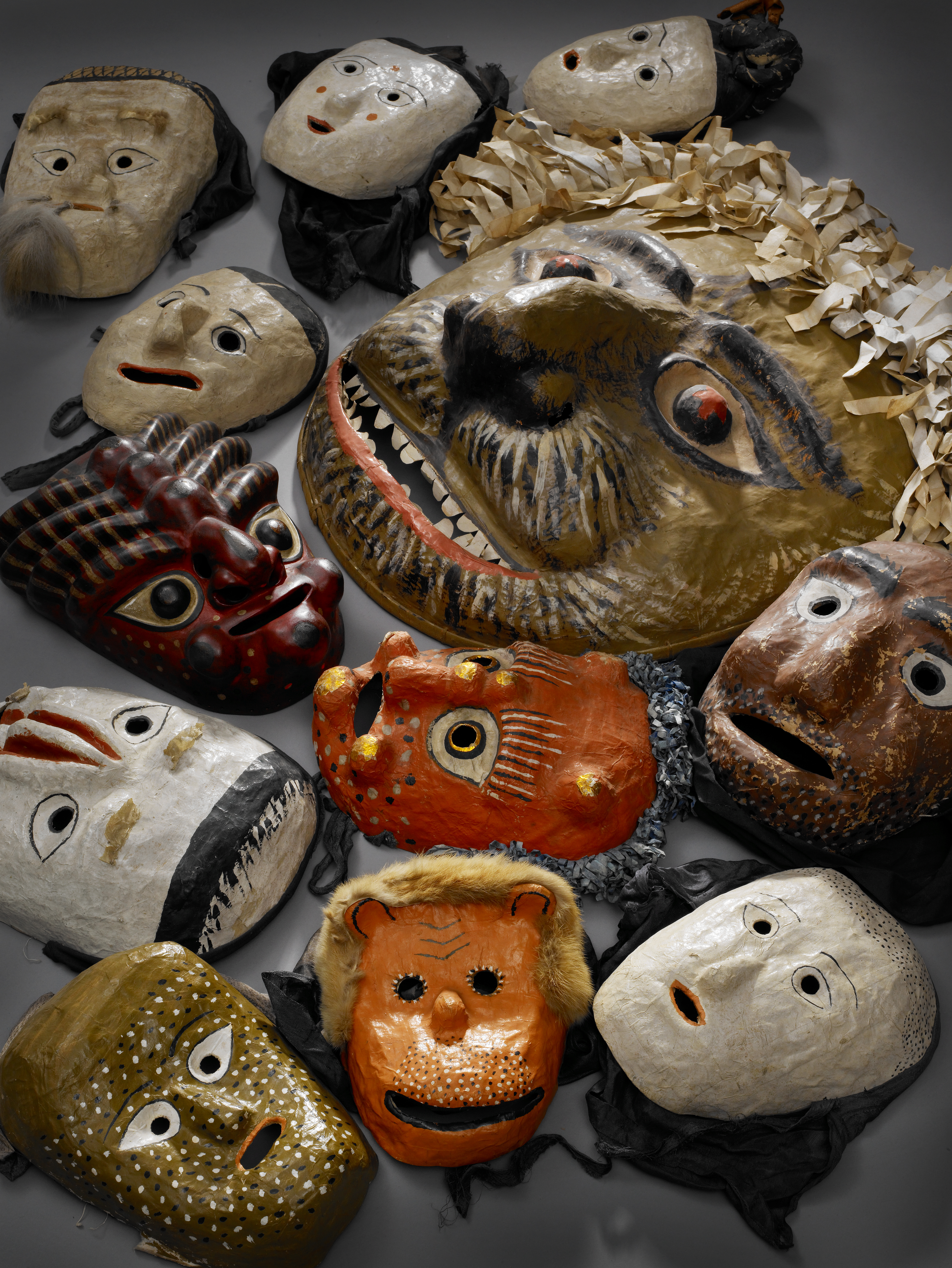
Maschere usate nella Bongsan Talchum.

Le maschere coreane (탈?, talLR), dalle sembianze umane, animalesche, di spiriti e divinità, sin dall'antichità hanno svolto la funzione di esprimere svariati personaggi ed entità ultraterrene. Le finalità e le occasioni d'uso di queste maschere variano da riti propiziatori a riti sciamanici, danze, rappresentazioni teatrali e riti esoterici.
L'utilizzo delle maschere coreane trova origine tra i popoli il cui sostentamento dipendeva principalmente dal raccolto: la ridotta disponibilità di tecnologie avanzate risultava infatti nel doversi affidare a riti che coinvolgessero natura e mitologia, entrambe declinate in diverse forme e personalità. Le maschere possono variare da regione a regione della penisola coreana, talvolta da città in città: in passato, venivano anche impiegate in danze divertenti e di satira, che ritraevano la vita dei coreani del tempo e le relative problematiche sociali.
Generalmente, il materiale utilizzato dagli artigiani coreani per la creazione di queste maschere era la carta di gelso coreana, con coloranti coltivati in natura per renderle sia esteticamente più belle, che concretamente robuste. Le maschere sono spesso circondate da pezzi di stoffa nera, così da nascondere il più possibile la testa dell'attore, o rappresentare capelli del medesimo colore.

## Tipologie e nomi
La numerosità delle maschere create dalla popolazione coreana corrisponde alle molteplici finalità nella quale queste venivano utilizzate. Tra esse figurano:
- Sinseongtal (maschere di culto): servono per la venerazione e per le performance di riti ancestrali, rappresentando divinità vere e proprie che indossano maschere, o come maschere che ritraggono divinità.
- Uisultal (maschere dal potere taumaturgico): possono avere un uso protettivo, se fatte indossare alla persona bisognosa di protezione per la propria salute, al fine di mantenere lontane le forze nocive; un uso curativo, se utilizzate dagli sciamani per allontanare, mediante un rito, qualsiasi forza che possa causare malattia.
- Chueoktal (maschere di commemorazione e funerali): maschere ad uso commemorativo, indossate per lutto alla morte di una persona e portarle rispetto. Invece, le maschere per i funerali servivano a proteggere il morto dagli spiriti cattivi, proteggerne il viso, così che potesse passare all'aldilà senza complicazioni.
- Jeonjaengtal (maschere di guerra e caccia): vengono utilizzate per spaventare, intimidire il nemico; questo stratagemma può essere ritrovato in più società del passato, ad esempio fra greci e romani. Un altro uso era quello per la caccia: indossare queste maschere aiutava i cacciatori a confondersi nella natura, nascondersi dalle prede prima di attaccarle.
- Ipsatal (maschere di iniziazione): sono per i riti di iniziazione, indossate dalla persona che celebra il rito, oppure da colui che lo riceve, ad esempio per onorare il raggiungimento della maggiore età.
- Giwutal (maschere propiziatorie): sono maschere indossate nei riti propiziatori per la pioggia, rito che riunisce le popolazioni di tutto il globo.
- Yesultal (maschere ad uso artistico): sono maschere generalmente utilizzate in ambito artistico, come in spettacoli di danza e rappresentazioni teatrali: di svariate forme, queste maschere potevano far capire al pubblico la natura del personaggio e il suo ruolo all'interno di ciò che veniva rappresentato. Con "personaggio" non si intendono solo persone, ma anche animali ed elementi dell'ambientazione, come alberi e nuvole.

## Caratteristiche
In molti casi le maschere rappresentavano i costumi e le usanze dell'epoca, riportando ad esempio le malattie della pelle. Alcuni esempi si possono riscontrare nella provincia di Hwanghae e Gyeonggi, con le maschere di Shin-halbi (신할비?) e Miyal-halmi (미얄할미?): il primo nome deriva da shin, che nel dialetto di Gyeonggi vuol dire "bianco", e halbi, "nonno", e significherebbe "nonno dalla pelle bianca"; il secondo nome, invece, deriva da miyal che significa "chicco di grano", e halmi, che proviene da "nonna", e indica quindi un'anziana che ha sulla pelle delle macchie grandi come chicchi di grano, ovvero lentiggini (piuttosto rare in Corea). Gli aristocratici venivano rappresentati con maschere bianche e i popolani con maschere nere, ma la maschera di Shin-halbi ha la pelle bianca probabilmente in riferimento alla vitiligine.
Un altro esempio di maschera con patologie dermatologiche è la maschera Hongbaek (홍백?), in cui si combinano insieme il colore rosso e bianco. Le macchie rosse sono più grandi di quelle bianche, una malattia congenita di infiammazione delle arterie e delle vene chiamata sindrome di Sturge-Weber, nella quale c'è una concentrazione anomala di arterie e vene in una determinata parte del viso. La maschera di Mundung (문둥?), il lebbroso, che appare nel Sud del paese dove il clima era relativamente più umido rispetto alle regioni del centro e del Nord, rappresenta il risultato degli studi delle patologie storiche della regione.

## Usi

### Danza e teatro

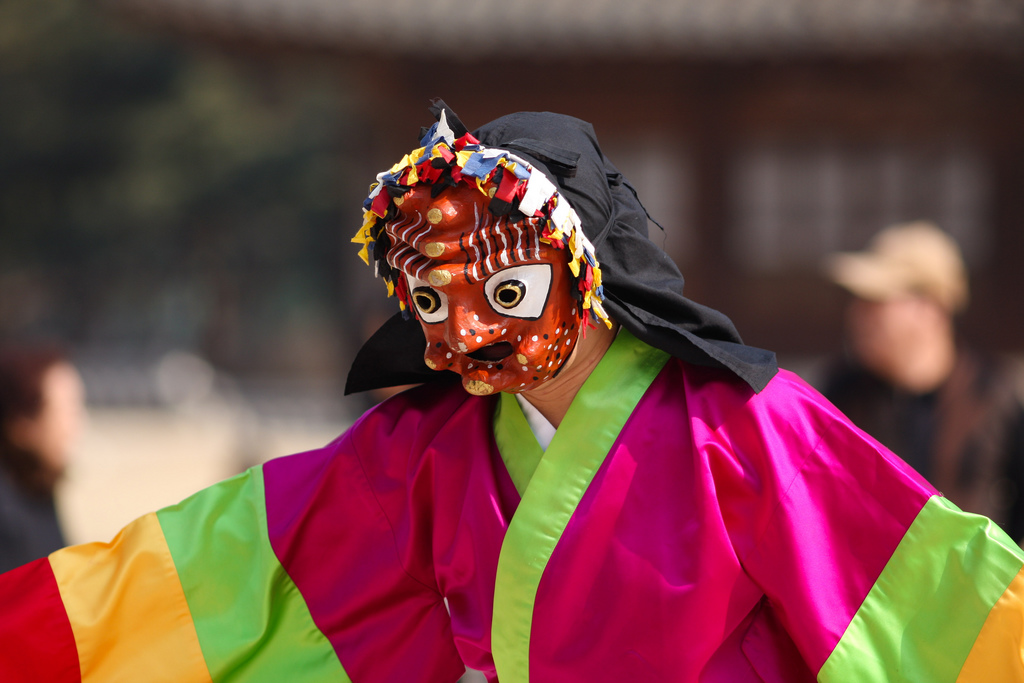
Maschera indossata durante la danza talchum.

Le maschere venivano spesso utilizzate per le rappresentazioni teatrali in Cina, Giappone e Corea, ma quest'ultima si distingueva perché ogni regione aveva le sue tradizioni, e all'interno di una stessa provincia potevano esserci differenze a seconda dell'epoca.
Gli attori indossavano maschere chiamate japsaektal (da japsaek, attore, e tal, maschera) realizzate dalla gente del posto con materiali quali legno, carta e zucche, il cui aspetto rifletteva simbolicamente le personalità piuttosto complesse e i diversi comportamenti dei personaggio. Le più indossate erano quelle utilizzate durante la rappresentazione Yeongmujang Nongak eseguita a Yeonggwang, Gwangsan e Gochang. Secondo il Yeonggwangunji (Libro dell'area di Yeonggwang) solo tre maschere ritrovate sono realizzate in legno, ovvero quelle del daeposu (attore principale), della halmi (nonna) e del bangulsoe (servitore della fattoria). Le altre maschere, realizzate in carta, sono quelle dei personaggi changbu (marito della sciamana), jung (monaco), yangban (nobile) e chambong (meschino). Tutte sono conservate presso il Centro Locale per Anziani, ma le maschere originali sono andate perse. La maschera dell'attore principale del Yeonggwang Nongak è rossa con punti dorati tra le sopracciglia, sulle guance e sul ponte del naso; inoltre le sopracciglia e la barba sono pelose.
Durante la rappresentazione Honam Nongak, gli attori mascherati sono anche chiamati gwangdae. Solitamente indossano maschere di carta ma a volte possono mettere del trucco sul viso. Ad esempio, nell'area di Jangheung, la parola gwangdae fa riferimento sia alla maschera sia agli attori che la indossano. Le maschere sono fatte di zucca alla quale è collegata una corda, mentre, nella regione di Damyang, sono realizzate con carta spessa. Quando japsaek quali la sposa novella (gaksi), la nonna (halmi), o il pagliaccio (gwangdae) indossano una maschera viene aggiunta la parola gwangdae accanto al loro nome. Maschere dall'aspetto strano rivelano la natura di colui che le indossa, ovvero quella di attore ma anche di essere sacro che allontana la sfortuna e i disastri, mentre le maschere dall'aspetto più buffo rivelano una natura da pagliaccio.
Agli abitanti dei villaggi era permesso organizzare le rappresentazioni teatrali solamente una volta l'anno ed era l'unica occasione che avevano per criticare la classe dirigente satireggiandola e nascondendosi dietro le maschere. Con questo evento, infatti, era possibile esprimere le lamentele in forma diretta o indiretta. Le danze con le maschere (talchum) non erano quindi pensate per la classe al potere e avevano come protagonisti i popolani: una volta terminata la rappresentazione, essi si riunivano col padrone per bere e festeggiare e, come segno che tutto ciò che era stato detto sarebbe stato dimenticato, le maschere venivano sotterrate o bruciate. 

#### Il villaggio di Hahoe
Un caso in cui le maschere non venivano né sotterrate né bruciate è quello delle maschere del villaggio di Hahoe, vicino ad Andong, nella provincia del Gyeongsang settentrionale, dove venivano protette nel santuario del villaggio, il che ha permesso loro di arrivare integre fino all'epoca moderna. Secondo i nativi, quando le maschere vengono spostate dal luogo di conservazione è necessario eseguire un rito sacrificale per prevenire eventuali calamità che potrebbero colpire il villaggio. La danza in maschera del villaggio di Hahoe, chiamata Hahoe Byeolsingut Talnori (하회별신굿탈놀이?), è la più antica danza in maschera della tradizione coreana, risalente al periodo Goryeo (918-1392), diventata un modello per tutti i tipi di danze delle comunità agricole e contadine. Il villaggio di Hahoe è uno dei siti patrimonio dell'UNESCO e la danza è un patrimonio culturale immateriale, che comprende nove maschere designate nel 1964 come Tesoro Nazionale No. 121. Il rituale si teneva per due settimane seguendo il Capodanno lunare, nel santuario della divinità guardiana del villaggio. La preparazione del rito dell'anno nuovo cominciava diverse settimane in anticipo, infatti il quindicesimo giorno del dodicesimo mese dell'anno precedente il proprietario del Dangsan (ovvero "la montagna dove si crede risieda la divinità guardiana del villaggio") del villaggio scalava la montagna per indagare riguardo ai desideri del dio. Il sanju (il proprietario della montagna) mostrava una ciotola di acqua pulita alla divinità guardiana e pregava per poter ricevere la profezia. Quando il sanju faceva ritorno al villaggio comunicava l'oracolo agli anziani. Dopo la deliberazione da parte degli anziani, le preparazioni per il rito potevano iniziare. Si assegnavano i ruoli per l'esibizione teatrale di danza in maschera e si selezionavano gli attori. Nonostante si tratti di una performance con una trama strettamente intrecciata, è possibile dividerla in sei atti che prendono il nome di madang (마당?), ognuno dei quali fa riferimento ad un personaggio: mudong madang (무동마당?, atto del ballerino), juji madang (주지마당?, atto del capo monaco), baekjeong madang (백정마당?, atto del macellaio), halmi madang (할미마당?, atto della vecchia), pagyeseung madang (파계승마당?, atto del monaco depravato), e yangban seonbi madang (양반선비마당?, atto del nobile). La danza non ha coreografie precise e gli attori improvvisavano seguendo la musica e ricavando ispirazione dai movimenti quotidiani. L'esibizione teatrale di danza in maschera di Hahoe ha le coreografie meno elaborate rispetto alle altre esibizioni dello stesso tipo e il numero dei dialoghi è ridotto in confronto alle altre. Il festival giunto all'epoca moderna dura 10 giorni e attrae milioni di persone tutti gli anni. La crescita di questo evento ha attirato l'attenzione di una équipe internazionale di ballerini folk; parate, esibizioni all'aperto comprendenti diversi tipi di arti performative tradizionali coreane e altre sceneggiature creative costituiscono il festival moderno rifacendosi alle radici antiche della tradizione.
Secondo un'antica leggenda, le maschere nacquero grazie a un giovane di nome Heo, il quale un giorno sognò la divinità custode del villaggio che gli chiese di creare delle maschere, così, il giorno seguente, appese una corda tabù, ovvero un tipo di corda che si mette attorno agli alberi o attorno alle aree sacre per tenere lontane le impurità, prima di iniziare a fare le sue maschere. Nel villaggio viveva anche una fanciulla, profondamente innamorata di Heo, che aveva aspettato molti giorni per vederlo, e un giorno, stanca di aspettare, decise di dare una sbirciatina dentro la stanza di lui facendo un buco nella sua finestra di carta, rompendo però così il tabù. Heo morì immediatamente, vomitando sangue. L'ultima maschera su cui stava lavorando, per il personaggio di Imae, fu lasciata incompleta, con la mascella inferiore mancante. La fanciulla, tormentata dall'angoscia, morì poco dopo di lui, suicida. Per confortare il suo spirito, gli abitanti del villaggio la adorarono come la divinità del villaggio Seonghwangsin, tenendo un rituale annuale in suo onore. Questo tipo di danza con le maschere prevede undici personaggi: la sposa, o gaksi, il nobile, o yangban, lo studioso, o seonbi, la giovane donna civettuola, o bune, il monaco buddista, o jung, il macellaio, o baekjeong, la vecchia, o halmi , e il servitore del nobile, o choraengi. Ci sono anche due leoni, il juji, e il servo sciocco dello studioso, o imae. Quest'ultima è dipinta col labbro leporino e il naso storto, ed è stata tramandata mancante della mascella, come narra la leggenda. La maschera del servitore, o choraengi, invece, ha la bocca storta e il naso mozzato, simbolo della situazione in cui i cittadini comuni non potevano esprimere le loro lamentele a causa del rigido sistema sociale.

### Rituali sciamanici
Il termine mugeukgamyeon (무극가면?) è quello che si usa generalmente per indicare le maschere usate nei rituali sciamanici. Alcuni di essi sono:
- Sonorigut (소노리굿?, rituale del bestiame): è tipico della città di Yangju, nella provincia sudcoreana del Gyeonggi, e di Pyeongsan, nella provincia di Hwanghae Meridionale. Qui le maschere di mucca variano in dimensioni, si passa dal costume per una singola persona del rituale di Pyeongsan all'enorme abito per cinque o sei persone del rituale di Yangju.
- Byeonggut (병굿?, rituale per le malattie): si crede che la maschera sia favorevole alle forze di guarigione e scacci gli spiriti maligni che causano malattie[12], ed è chiamata maschera di guarigione, o uisulgamyeon (위술가면?). Nel cosiddetto rituale del pazzo, kwangingut (관긴굿?), delle regioni della costa orientale, la maschera di una donna fantasma che causa la follia viene indossata per scacciare i fantasmi.
- Byeolsingut (별신굿?): un rito che si tiene ogni tre, cinque o dieci anni per pregare gli spiriti guardiani del villaggio affinché garantiscano pace e prosperità all'interno di esso.[13] Le regioni presentano una maschera da anziana chiamata halmigamyeon (할미가면?), indossata dallo sciamano maschio, hwaraengi (화랜기?), nel ruolo della nonna. La maschera è realizzata in cartone bianco dipinto con labbra rosse storte, sopracciglia, orecchie, e lacrime che cadono dagli occhi, e il volto coperto di macchie rosse e nere. Questa maschera viene bruciata quando la performance è finita, quindi per ogni rituale se ne realizzano delle nuove. Un'altra maschera che fa la sua comparsa nel rituale è la maschera yeonggamgamyeon (영감가면?), indossata dallo sciamano officiante o da uno sciamano maschio nel ruolo del vecchio, che rappresenta un aristocratico. Occhi neri, sopracciglia e baffi sono dipinti su una maschera bianca, con labbra rosse.
- Yeonggam nori (영감놀이?): un rito di esorcismo dell'isola di Jeju associato ai Dokkaebi. Il rito è stato designato nel 1971 Tesoro Culturale Immateriale n. 2 della provincia di Jeju. Nel dialetto dell'isola, Dokkaebi è pronunciato come dochaebi (도채비?), ma nei riti sciamanici i goblin sono indicati come chambong (참봉?) o, più spesso, come yeonggam (영감?). Entrambe le parole sono titoli onorifici che significano "signore".[14] Nella maggior parte delle comunità contadine, la figura del goblin ha caratteristiche sia positive che negative.[15] Il rituale prevede la realizzazione di una piccola zattera di paglia, da porre vicino all'altare, e prevede che due apprendisti sciamani si vestano in costumi yeonggam con le maschere. Queste ultime sono generalmente create facendo dei buchi per gli occhi e le narici in un foglio di carta di riso. Per le occasioni più formali, sono realizzate con un tipo di carta più spessa, come il cartone, e vengono dipinte. Durante il rito gli sciamani tengono una torcia in mano e una sorta di tubo, simile a una pipa, in bocca. Il rito si svolge come una commedia, in cui gli sciamani si impegnano in un dialogo teatrale e recitano vari ruoli. Nella mitologia coreana, il goblin è una divinità della ricchezza, del mare e della pesca, alcune volte ha le caratteristiche di un dio- fabbro e di una divinità guardiana del villaggio. In alcuni casi, si dice che il goblin desideri la malattia di alcune persone, in particolare pescatrici attraenti e vedove che hanno respinto le sue avances. Il suo rito quindi è un rito di guarigione, ma aiuta a ripristinare la salute delle donne che sono diventate le vittime di questo dio; comprende elementi satirici che deridono i nobili, come il mokmingwan (목민관?), il più alto funzionario di rango e amministratore di Jeju, la cui immagine è strettamente legata all'immagine di un goblin in quanto nobile depravato e corrotto, appassionato di buon cibo e vino, che, alla fine del suo mandato, lascia l'isola su una barca carica di prodotti locali.[14]